# Octoblepharum rhaphidostegium
Octoblepharum rhaphidostegium là một loài rêu trong họ Octoblepharaceae. Loài này được Müll. Hal. ex Broth. mô tả khoa học đầu tiên năm 1895.